# Hector Lemaire
Pour les articles homonymes, voir Lemaire.
Hector Joseph Lemaire est un sculpteur français né à Lille le 14 août 1846, et mort à Paris (5e arrondissement) le 14 mai 1933.

## Biographie
Après ses études aux écoles académiques de Lille, Hector Lemaire se rend à Paris où il suit les cours de l'École impériale de dessin de la rue des Écoles. Il y obtient plusieurs prix puis entre à l'École des beaux-arts de Paris, où il est l'élève d'Auguste Dumont et d'Alexandre Falguière. De retour à Lille en 1866, il est lauréat du prix Wicar et séjourne quatre ans à Rome, de 1866 à 1870. 
Il expose au Salon de Paris à partir de 1869. Il est nommé professeur à l'école nationale supérieure des arts décoratifs de Paris.

## Œuvres dans les collections publiques
- Angers, musée des beaux-arts : La Roche qui pleure ou La Nymphe qui pleure, 1898, marbre.
- Arbois, musée Sarret de Grozon : Le Matin, 1887, statue en marbre.
- Douai, Musée de la Chartreuse :
  - Amour maternel, terre cuite ;
  - Figure voilée, bas-relief en terre cuite ;
  - Masque mortuaire de M. H. Piquet, terre cuite ;
  - H. Piquet, 1884, buste en terre cuite.
- Dreux, chapelle royale : Gisant de Marie d'Orléans, marbre.
- Paris :
  - galerie de Paléontologie et d'Anatomie comparée, façade : Chiens du mont Saint-Bernard, 1896, haut-relief en pierre[3].
  - Petit Palais, façade arrière, tour de l'horloge : Le Jour, la Nuit, les Trois Parques, 1899, bas-relief en pierre.
- Roubaix, La Piscine: L'Étoile du  berger, 1902, plâtre.

## Élèves
- Naoum Aronson
- André Vincent Becquerel (de)
- René Béclu
- Édouard Chassaing
- Charles Despiau
- Victor Nicolas
- Pierre Vigoureux (1884-1965)

## Distinction
Hector Lemaire est nommé chevalier de l'ordre national de la Légion d'honneur en 1892.

## Galerie

Œuvres d'Hector Lemaire
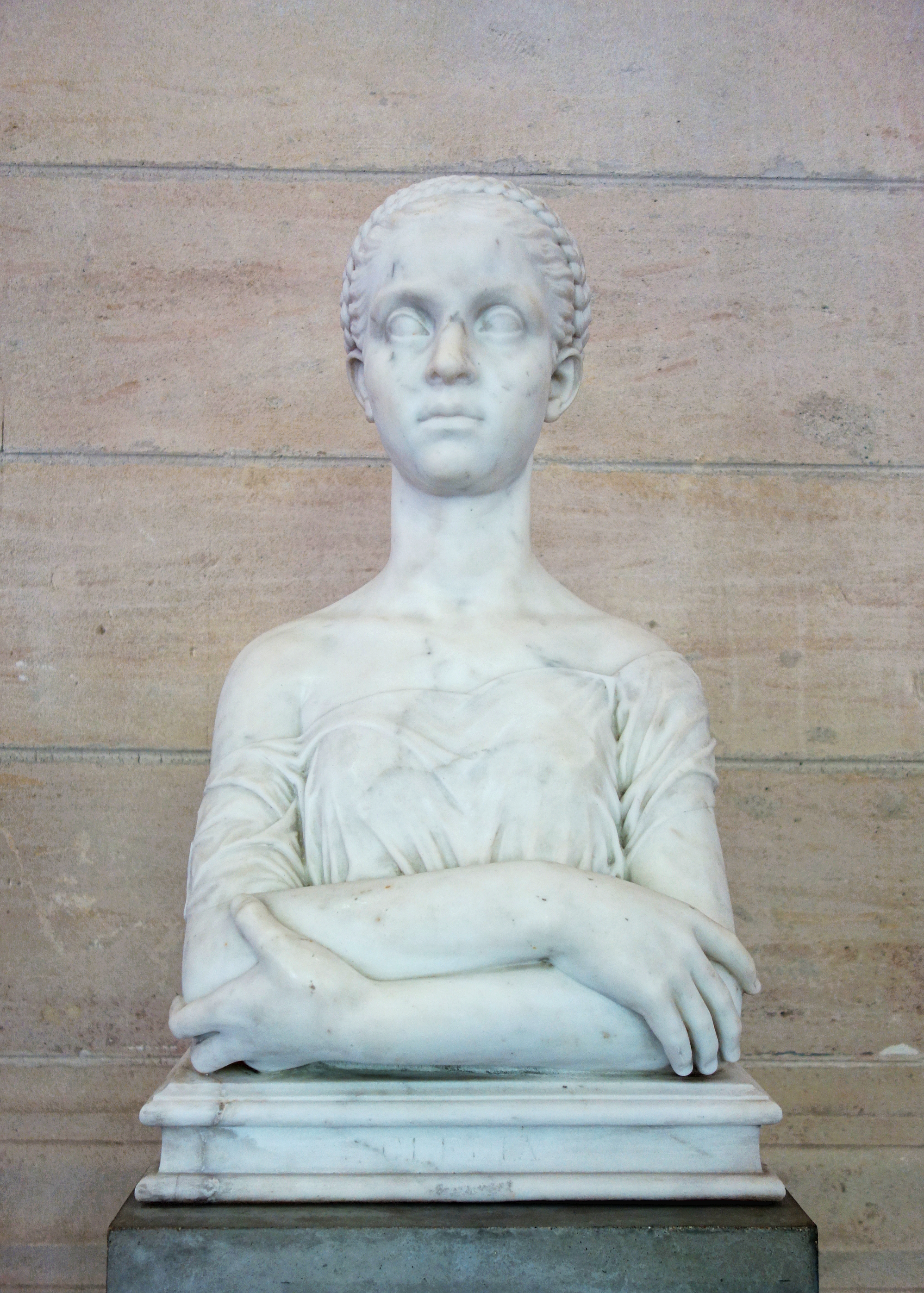
Clélia, jeune romaine (1869), palais des beaux-arts de Lille.
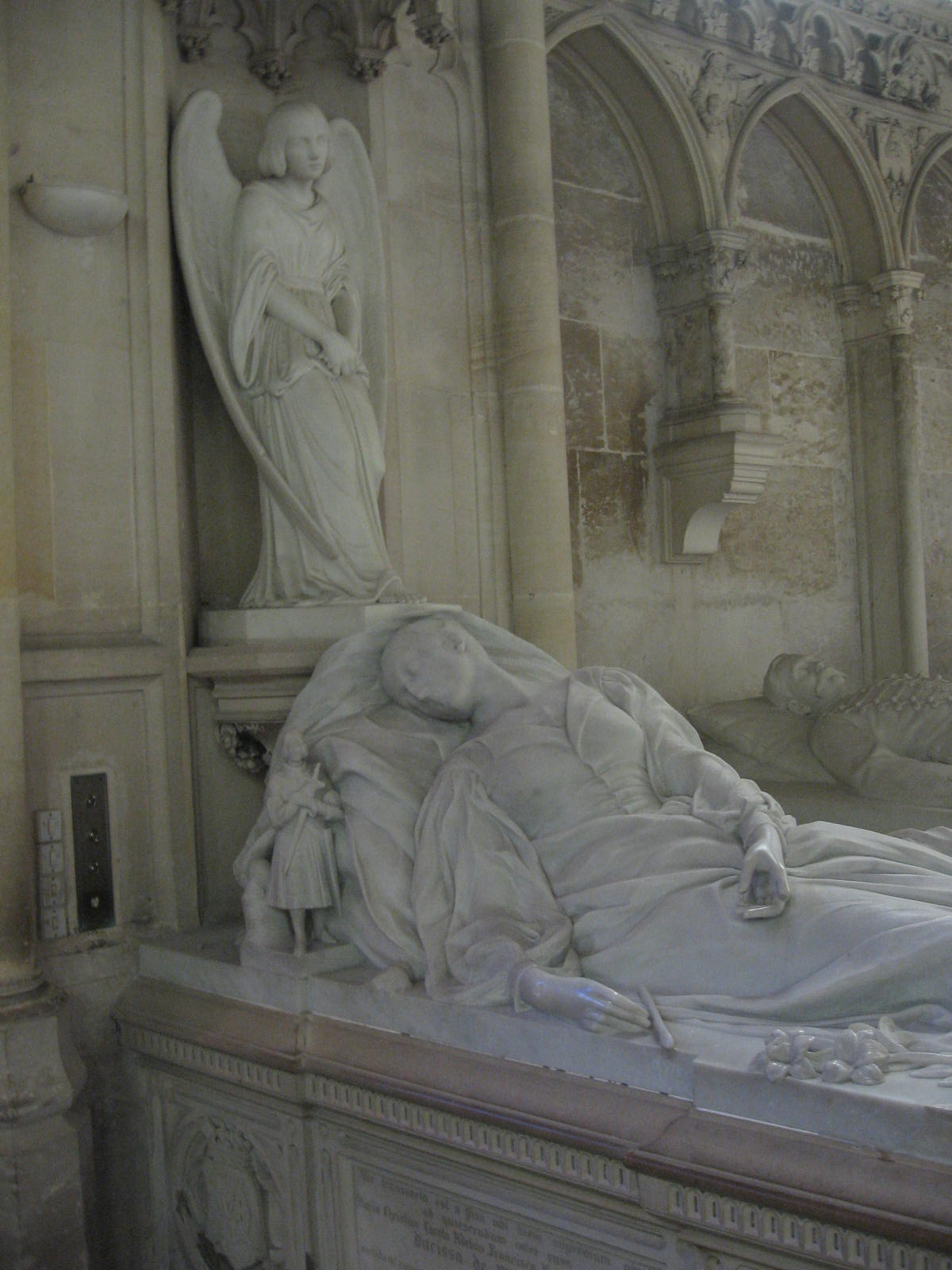
Gisant de Marie d'Orléans (détail), chapelle royale de Dreux.
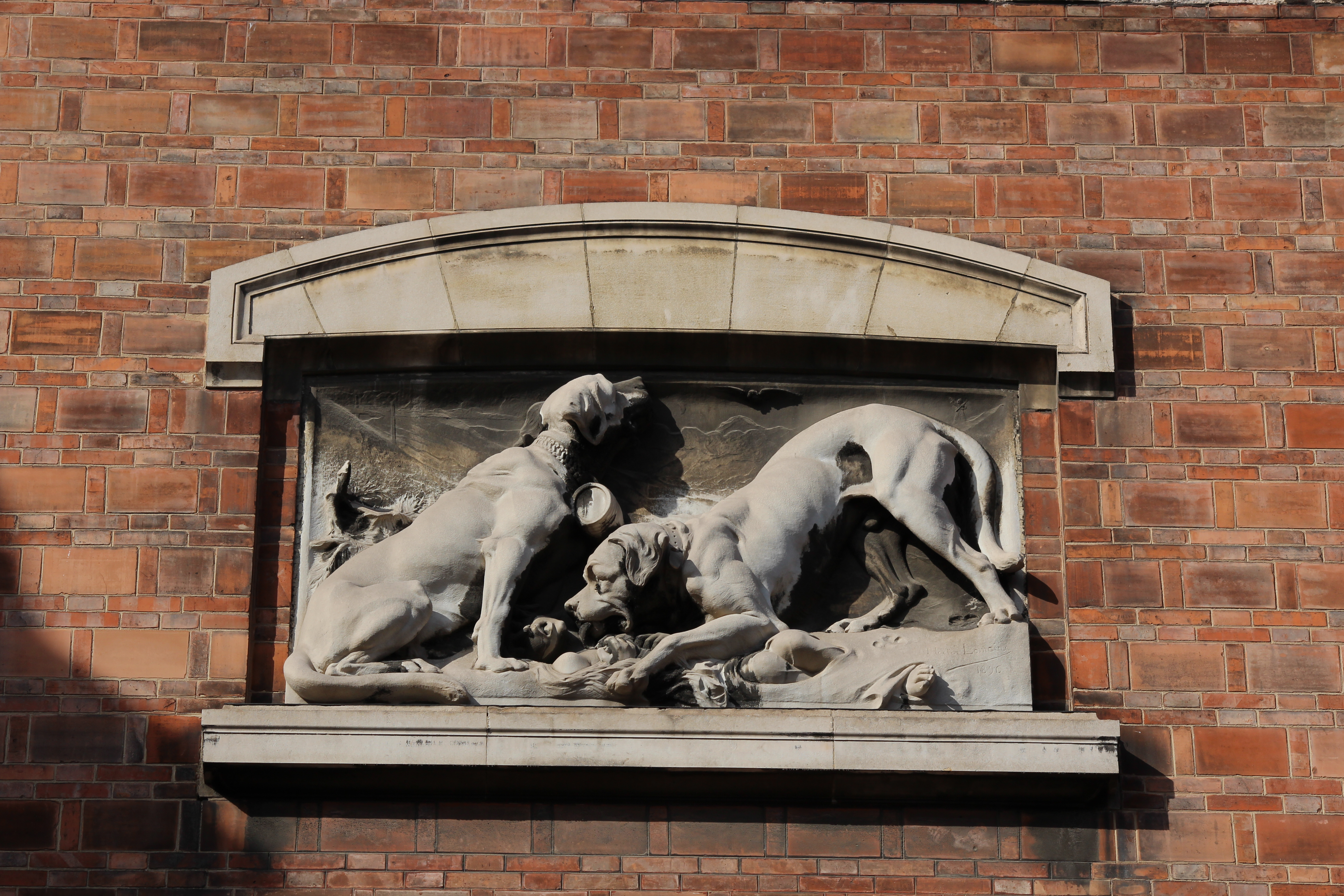
Chiens du mont Saint-Bernard (1896), haut-relief, Paris, galerie de Paléontologie et d'Anatomie comparée.
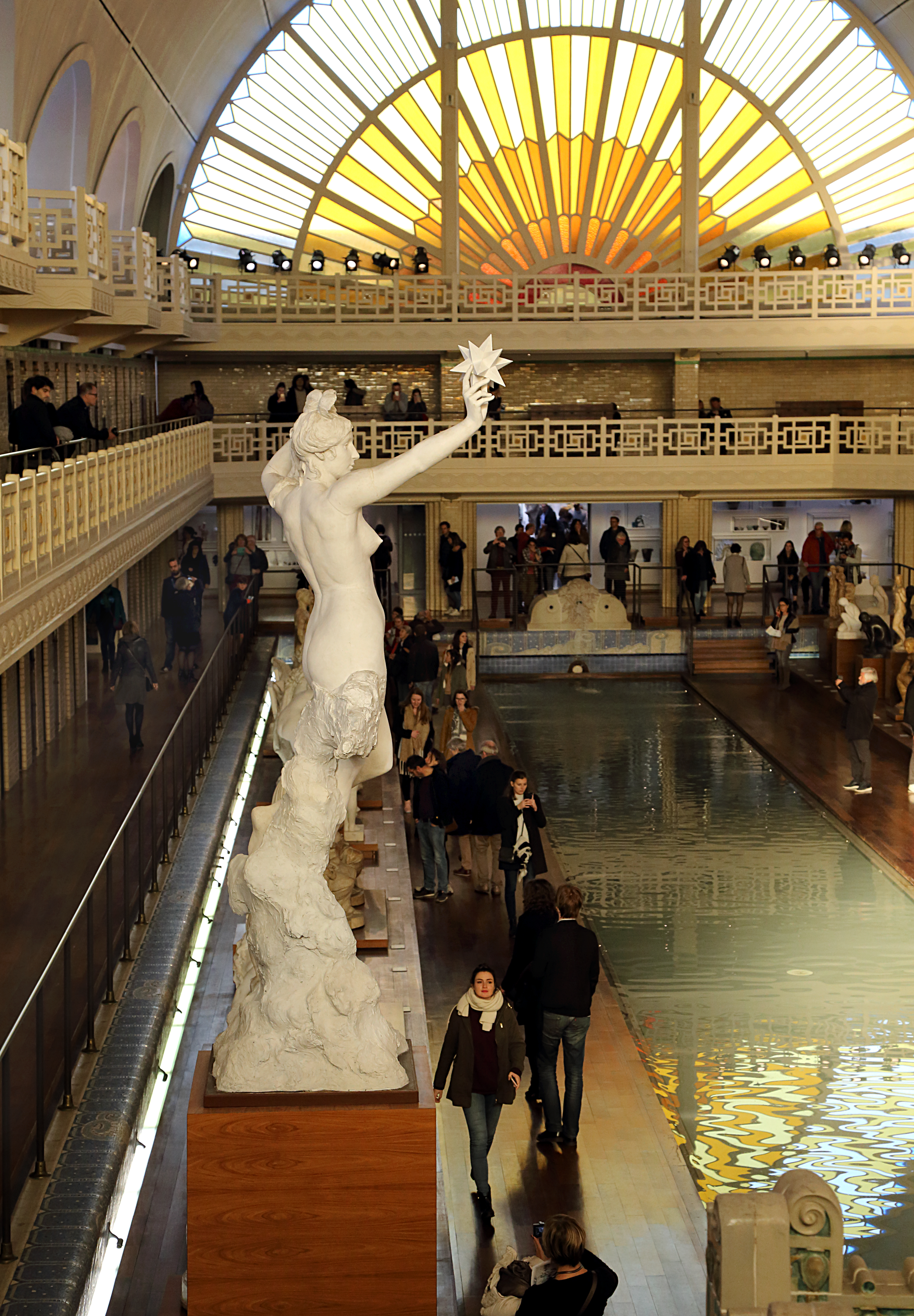
L'Étoile du berger (1902), Roubaix, La Piscine.